# Valentín Vega
Valentín Vega Fernández (Luanco, 31 de enero de 1912 - El Entrego, 24 de marzo de 1997) fue un reconocido fotógrafo asturiano.

## Biografía
Se formó en Gijón, donde creció, y en Valladolid en su faceta artística. Sus padres sentían gran interés por la fotografía. Sus hermanos acabaron por dedicarse también a la fotografía montando sus propios estudios. Durante la guerra civil fue secretario de la UGT en Gijón. Llegó a estar tres años preso por su afiliación política. Hacia 1941 comenzaría a visitar las Cuencas Mineras asturianas, especialmente la del Nalón, por la que sintió predilección, como fotógrafo ambulante o "fotógrafo de calle". En 1951 se traslada a vivir a El Entrego con su familia, donde abrió un estudio fotográfico. Aquí ejerció también en el instituto como profesor de educación física y de atletismo desde los años 60. 
Valentín Vega es especialmente conocido por sus retratos de la vida cotidiana de las localidades mineras de Asturias en los años 40 y 50: comercios, mineros, mujeres carboneras, ferias, parques, etc., mereciéndose el respeto de los profesionales de la fotografía.
A pesar de su prolífica obra, sólo se consiguió salvar parte de su obra del periodo 1941-1951 (más de 70.000 negativos) por parte del Museo del Pueblo de Asturias de Gijón, donde se conserva. Entre  enero y marzo de 2017 el Museo Nacional de Antropología le dedicó la exposición: "Valentín Vega: La Vida por delante".

## Publicaciones
- 2016ː Valentín Vegaː Fotógrafo de calle (1941-1951)[3][4]